# Campeonato Europeo de Gimnasia Rítmica de 2026
El XLII Campeonato Europeo de Gimnasia Rítmica se celebrará en Varna (Bulgaria) entre el 27 y el 31 de mayo de 2026 bajo la organización de la Unión Europea de Gimnasia (UEG) y la Federación Búlgara de Gimnasia.
Las competiciones se realizarán en el Palacio de Cultura y Deportes de la ciudad búlgara.